# Conjuring : Les Dossiers Warren
Série de l'univers cinématographique Conjuring
Annabelle
(2014)
Série Conjuring
Le Cas Enfield
(2016)
Pour plus de détails, voir Fiche technique et Distribution.
Conjuring : Les Dossiers Warren ou La Conjuration au Québec (The Conjuring) est un film d'horreur américain réalisé par James Wan, sorti en 2013. Il s'agit du premier film de l'univers cinématographique Conjuring.
Il est inspiré de deux affaires traitées par les célèbres chasseurs de fantômes Ed et Lorraine Warren en 1970 et en 1971.

## Synopsis
Ed et Lorraine Warren sont un célèbre couple de parapsychologues (ou « chasseurs de démons »). Ed est démonologue alors que son épouse est médium. Très actif dans les années 1960 et 1970, le couple intervient dans plus de 4 000 affaires touchant à la parapsychologie, dont certaines adaptées au cinéma.
Au début des années 1970, les Warren sont publiquement reconnus pour leur expertise en parapsychologie. Leur maison du Connecticut témoigne de leur activité puisqu'elle rassemble dans une pièce verrouillée l'ensemble des objets qu'ils jugent responsables des phénomènes de hantise. Ces affaires sont toutes des épreuves très dures pour le couple, ils songent à laisser tomber les enquêtes pour se consacrer à l'écriture.
En janvier 1971, la famille Perron : Roger, Carolyn, et leurs cinq filles, Andréa, Nancy, Christine, Cindy et April, âgées respectivement de douze à cinq ans, emménagent dans une ferme isolée à Harrisville, Rhode Island. Rapidement, des phénomènes étranges commencent à se manifester dans la maison.  Des bruits de coups se font entendre, leur chien est retrouvé mort et une des filles, Cindy, est victime de violentes crises de somnambulisme. Le couple découvre également un passage condamné par les précédents propriétaires qui descend à la cave.
Chaque nuit à 3 h 7 du matin, les événements paranormaux se déchaînent et à la suite de l'intensification des événements surnaturels, Carolyn fait appel aux époux Warren. Devant l'ampleur des phénomènes, ils acceptent d'aider la famille Perron et placent rapidement la maison sous surveillance. Après quelques visites, à l'aide de visions, Lorraine révèle que l'origine du mal vient d'une sorcière qui aurait pratiqué des rituels sataniques il y a plus d'un siècle dans cette maison. Peu après avoir sacrifié son enfant, elle se serait pendue à un arbre, non loin de la maison, en la maudissant. C'est l'esprit de cette sorcière qui est accroché à la famille Perron, s'emparant progressivement d'eux.
Confrontés à des manifestations de plus en plus violentes, les Warren font appel à l'Église qui ne peut, pour des raisons confessionnelles, leur venir en aide dans l'immédiat. Maintenant menacés dans leur propre maison, par l'intermédiaire d'objets hantés qui y sont entreposés (notamment une fausse poupée, Annabelle), ils sont forcés de tenter un exorcisme sur Carolyn, finalement possédée par la sorcière. Sur le point de sacrifier son enfant comme la sorcière auparavant, les Warren et son mari l'arrêtent juste à temps. Une lutte acharnée s'engage alors face au démon, les Warren sortent vainqueurs et achèvent l'exorcisme.
De retour chez eux entre deux enquêtes, les Warren ajoutent la boîte à musique de la maison des Perron à leur collection d'objets hantés. Juste avant le générique de fin, la boîte s'ouvre toute seule et joue un air musical. Sauf qu'aucune entité démoniaque n'apparaît, nous faisant comprendre que l'exorcisme a bel et bien fonctionné.

## Fiche technique
Sauf indication contraire, les informations mentionnées dans cette section peuvent être confirmées par les bases de données cinématographiques IMDb et Allociné,  présentes dans la section « Liens externes ».
- Titre original : The Conjuring
- Titre français : Conjuring : Les Dossiers Warren
- Titre québécois : La Conjuration[1]
- Réalisation : James Wan
- Scénario : Chad Hayes et Carey W. Hayes
- Musique : Joseph Bishara
  - Musique additionnelle : Mark Isham (Family Theme)
  - Orchestration : Brad Dechter et Dana Niu
  - Montage musical : Lise Richardson
- Direction artistique : Geoffrey S. Grimsman
- Décors : Julie Berghoff (it)
- Costumes : Kristin M. Burke (it)
- Maquillage : Eleanor Sabaduquia
- Coiffure : Yesim 'Shimmy' Osman
- Photographie : John R. Leonetti
- Son : Joe Dzuban, Gregg Landaker, Steve Maslow
- Montage : Kirk M. Morri (de)
- Production : Rob Cowan, Tony DeRosa-Grund et Peter Safran
  - Production déléguée : Walter Hamada et Dave Neustadter
- Sociétés de production : Evergreen Media Group et The Safran Company, présenté par New Line Cinema
- Sociétés de distribution : New Line Cinema et Warner Bros. (États-Unis) ; Warner Bros. (France, Belgique, Suisse, Canada)
- Budget : 20 millions de $[2],[3]
- Pays de production :  États-Unis
- Langue originale : anglais, latin
- Format : couleur (Technicolor) - 35 mm - 2,39:1 - son Dolby Digital / Datasat / SDDS
- Genre : épouvante-horreur, thriller, mystère, surnaturel
- Durée : 112 minutes
- Dates de sortie[4] :
  - États-Unis, Québec : 18 juillet 2013 (Festival du film Fantasia) ; 19 juillet 2013 (sortie nationale)[1]
  - France, Belgique et Suisse romande : 21 août 2013[5],[6],[7]
- Classification[8]:
  - États-Unis : interdit aux moins de 17 ans (R – Restricted)[N 1]
  - France : interdit aux moins de 12 ans[9]
  - Belgique : potentiellement préjudiciable jusqu'à 16 ans (KNT/ENA : Kinderen Niet Toegelaten  / Enfants Non Admis)[6],[10],[N 2]
  - Suisse romande : interdit aux moins de 16 ans[11]
  - Québec : 13 ans et plus (violence - horreur) (13+ / 13 years and over)[1]

## Distribution
- Vera Farmiga (VF : Ivana Coppola ; VQ : Camille Cyr-Desmarais) : Lorraine Warren
- Patrick Wilson (VF : Alexis Victor ; VQ : Frédéric Paquet) : Edward « Ed » Warren
- Ron Livingston (VF : Guillaume Lebon ; VQ : François Godin) : Roger Perron
- Lili Taylor (VF : Brigitte Bergès ; VQ : Valérie Gagné) : Carolyn Perron
- Joey King (VF : Clara Quilichini ; VQ : Ludivine Reding) : Christine Perron
- Shanley Caswell (VF : Camille Gondard ; VQ : Sarah-Jeanne Labrosse) : Andrea Perron
- Hayley McFarland (VF : Camille Timmerman ; VQ : Célia Gouin-Arsenault) : Nancy Perron
- Mackenzie Foy (VF : Lucie Ruotte ; VQ : Gabrielle Shulman) : Cindy Perron
- Kyla Deaver (VF : Coralie Thuilier ; VQ : Sarah Oussaïd) : April Perron
- Shannon Kook-Chun (VF : Hugo Brunswick ; VQ : François-Nicolas Dolan) : Drew Thomas
- John Brotherton (VF : François Raison ; VQ : Louis-Philippe Dandenault) : Brad Hamilton
- Sterling Jerins (en) (VF : Jeanne Orsat ; VQ : Anne-Charlotte Côté) : Judy Warren
- Marion Guyot (VF : Colette Marie) : Georgiana Moran
- Steve Coutler (VF : Yann Guillemot) : le Père Gordon
- Joseph Bishara : Bathsheba Sherman
- Arnell Powell : le reporter
- Lorraine Warren : la femme à l'audience (non créditée)

- Version française
  - Société de doublage : Cinéphase
  - Direction artistique : Barbara Tissier
  - Adaptation : Bruno Chevillard

Sources : RS Doublage et AlloDoublage pour la version française (VF), Doublage Québec pour la version québécoise (VQ).

## Production

### Développement
Dans les années 1990, le producteur Tony DeRosa-Grund rencontre Ed Warren qui lui fait écouter son interview originale avec Carolyn Perron, enregistrée avec un magnétophone, dans les années 1970. Elle prétendait que sa famille vivait parmi les morts dans leur ferme à Harrisville dans le Rhode Island. En 1999, Tony DeRosa-Grund         écrit le scénario sous le titre The Conjuring.
En juin 2009, Summit Entertainment acquiert le projet dans une enchère, à la lutte avec New Line Cinema et Screen Gems. Tony DeRosa-Grund rend visite à New Line Cinema avec qui il se lie finalement en novembre 2009. Il travaille donc avec le producteur Peter Safran, ainsi que les scénaristes jumeaux Chad et Carey Hayes pour perfectionner le script. Au moyen du scénario de Tony DeRosa-Grund et la cassette du couple Warren, ces deux scénaristes changent le point de vue de l'histoire de la famille Perron, tout en contactant plusieurs fois Lorraine Warren pour préciser les détails.
En juin 2011, Variety annonce la négociation entre New Line Cinema et James Wan pour diriger le film.
Le titre choisi est tout d'abord provisoirement Untitled Warren Files Project, puis devient The Warren Files en février 2012. En fin de compte, le réalisateur reprend le titre original The Conjuring et, plus tard, a expliqué au Festival WonderCon en fin mars 2013 : « je n'avais pas bien compris ce que cela voulait dire, mais j'avais pensé genre « Que dire sur les dossiers Warren ? ». Et, après avoir fait des recherches, The Conjuring était beaucoup plus logique, j'avais fini par comprendre sa signification. C'est d'une neutralité ».
Le film est sorti le 21 décembre 2013 en DVD et Blu-ray.

### Attribution des rôles
En janvier 2012, James Wan et New Line Cinema choisissent Patrick Wilson et Vera Farmiga pour les rôles respectifs de Ed et Lorraine Warren, le couple chasseur de fantôme. Patrick Wilson retrouve le réalisateur pour qui il a interprété le personnage Josh Lambert dans son film Insidious (2011), ainsi que, plus tard, dans sa suite en 2013. Le même mois, Ron Livingston et Lili Taylor signent pour les rôles de Roger et Carolyn Perron.
Vera Farmiga et Patrick Wilson ont beaucoup discuté avec la vraie Lorraine Warren dans le Connecticut au nord-est de la Nouvelle-Angleterre pour se préparer avant le tournage. De plus, la vraie famille Perron est venue leur rendre visite en plein tournage.

### Tournage
Contrairement à d'autres films, toutes les scènes du film ont été tournées dans l'ordre chronologique.
Le tournage a eu lieu entre février 2012 et avril 2012 à Wilmington dans le sud-est de la Caroline du Nord,. L'équipe de la production y a construit la maison et un arbre de quinze mètres dans un immense studio de EUE/Screen Gems, où les prises de vues ont duré 38 jours. Elle a également filmé à l'université de Wilmington en mars 2012, pendant les vacances du printemps, pour les scènes de conférence.

### Musique
La musique du film est composée par Joseph Bishara, qui a déjà collaboré avec le réalisateur James Wan pour sa série Insidious (2011 et 2013), sauf Family Theme qui est composé par Mark Isham.
Le film comprend trois chansons :
- In the Room Where You Sleep de Dead Man's Bones
- Sleep Walk de Betsy Brye
- Time of the Season de The Zombies

Albums de Joseph Bishara
Dark Skies
(2013) Insidious 2
(2013)
| 1.    | The Conjuring            | Joseph Bishara | 0:59 |
| 2.    | Dead Birds               | Joseph Bishara | 0:33 |
| 3.    | Clap Game                | Joseph Bishara | 5:21 |
| 4.    | Witch Perch              | Joseph Bishara | 2:30 |
| 5.    | Maurice                  | Joseph Bishara | 0:56 |
| 6.    | Touring Haunted Planes   | Joseph Bishara | 1:36 |
| 7.    | Taped Occurrences        | Joseph Bishara | 1:58 |
| 8.    | Black Bile               | Joseph Bishara | 1:04 |
| 9.    | She Saw Something        | Joseph Bishara | 1:09 |
| 10.   | Look What She Made Me Do | Joseph Bishara | 0:34 |
| 11.   | Sleepwalker              | Joseph Bishara | 1:33 |
| 12.   | Wall Searching           | Joseph Bishara | 0:27 |
| 13.   | Hanging Drop             | Joseph Bishara | 2:15 |
| 14.   | Water Corpse Vision      | Joseph Bishara | 1:43 |
| 15.   | You Look Very Pretty     | Joseph Bishara | 1:46 |
| 16.   | Souls Pulled In          | Joseph Bishara | 1:46 |
| 17.   | Witch Comes Through      | Joseph Bishara | 1:28 |
| 18.   | Birds Pulled In          | Joseph Bishara | 1:15 |
| 19.   | Murderous Offering       | Joseph Bishara | 0:58 |
| 20.   | The Soaring Entities     | Joseph Bishara | 3:13 |
| 21.   | Ritual Casting           | Joseph Bishara | 3:25 |
| 22.   | Cellar Tone              | Joseph Bishara | 0:58 |
| 23.   | Annabelle                | Joseph Bishara | 3:26 |
| 24.   | Doll Box                 | Joseph Bishara | 0:46 |
| 25.   | Family Theme             | Mark Isham     | 4:29 |
| 46:10 |                          |                |      |

## Accueil

### Sortie
Après l'avant-première mondiale au Nocturna, le Festival international du film fantastique de Madrid en juin 2013, Conjuring : Les Dossiers Warren sort le 19 juillet 2013 aux États-Unis, en même temps que RIPD : Brigade fantôme (RIPD: Rest In Peace Department) de Robert Schwentke dont le budget est de 130 000 000 dollars. Les recettes de Conjuring s'élèvent à 16 956 117 de dollars en un seul jour, tandis que R.I.P.D ne recueille que 4 819 880 de dollars.

### Accueil critique
Noémie Luciani du Monde souligne « Revendiquant un classicisme et une sobriété de moyens rares, "Conjuring" laisse l'imagination du spectateur faire avec bonheur son travail. » Romain Blondeau des Inrockuptibles explique : « Si l’effroi est une question de rythme, de précision, en somme de musicalité, disons alors qu’il a trouvé chez James Wan son meilleur soliste du moment. »
En revanche, Yann Lebecque de L'Écran fantastique ne cache pas sa déception : « Le suspense est bien là, mais ce que l'on gagne en surprise est autant de perdu en termes de crédibilité. La réalisation de James Wan fait pour sa part un heureux contrepoint en choisissant une mise en image posée, faite […] de plans-séquences […] qui jouent avec nos nerfs et s'éloignent […] des effets de cinéma-vérité clichés des found footage », de même que Nicolas Didier du Télérama, en plus mal : « Certes, pour susciter la peur, il faut reconnaître [à James Wan] une certaine efficacité. Mais son Conjuring n'est guère plus qu'un Paranormal Activity amélioré. »
Sur le site Rotten Tomatoes le film obtient une note de 86 % sur 228 votes[réf. nécessaire].
Enfin, Thomas Perillon du Nouvel Observateur le considère comme « un film d'un bon niveau mais un final décevant ».

### Box-office
| Pays ou région        | Box-office        | Date d'arrêt du box-office | Nombre de semaines |
| --------------------- | ----------------- | -------------------------- | ------------------ |
| États-Unis Canada     | 137 446 368 $     | 31 octobre 2013            | 15                 |
| Québec                | 948 089 $         | 4 août 2013                | 3                  |
| France                | 1 163 218 entrées | 5 novembre 2013            | 11                 |
| Total hors États-Unis | 182 959 874 $     | 31 décembre 2013           | 24                 |
| Total mondial         | 320 406 242 $     | 31 décembre 2013           | 24                 |

Pour le premier week-end aux États-Unis, il détrône Moi, moche et méchant 2 (Despicable Me 2) de Pierre Coffin et Chris Renaud à la première place du box-office de 41 855 326 de dollars, dépassant le budget de 20 000 000 de dollars. Le second week-end, il se déplace au deuxième rang en ramassant 22 208 389 de dollars pour un cumul de 83 945 017 de dollars, malgré une baisse de 46,9 % par rapport à la semaine précédente,. Le film a rapporté en tout 137 400 141 dollars de recettes au box-office américain.
Au Québec, il se place au cinquième rang en cette première fin de semaine et compte 239 359 de dollars. Le week-end suivant, il reste stable en touchant 158 962 de dollars pour cumuler 622 668 de dollars. En revanche, au bout de la troisième semaine, il chute au septième position avec un cumul de 948 089 de dollars.
En France, il réalise 377 560 entrées en première semaine, se plaçant au troisième rang du box-office français derrière Elysium de Neill Blomkamp au second avec 378 865 cumulant 986 950 entrées et Percy Jackson : La Mer des monstres (Percy Jackson and the Olympians: The Sea Monsters) qui triomphe à la première place avec 391 482 pour cumuler 940 807. Le film a cumulé au total 1 163 218 entrées.

## Distinctions
Sauf indication contraire, les informations mentionnées dans cette section peuvent être confirmées par la base de données cinématographiques IMDb,  présente dans la section « Liens externes ».

### Récompenses

#### 2013
- Fright Meter Awards :
  - Meilleur film d'horreur
  - Meilleur réalisateur pour James Wan
  - Meilleure actrice dans un second rôle pour Lili Taylor
  - Meilleure photographie pour John R. Leonetti
  - Meilleure distribution d'ensemble
- Golden Schmoes Awards : Golden Schmoes du meilleur film d'horreur de l'année
- IGN Summer Movie Awards : IGN Award du meilleur film d'horreur
- Rondo Hatton Classic Horror Awards : Rondo Statuette du meilleur film pour James Wan

#### 2014
- Academy of Science Fiction, Fantasy and Horror Films - Saturn Awards : Saturn Award du meilleur film d'horreur
- Empire Awards 2014 : Empire Award du meilleur film d'horreur
- Fangoria Chainsaw Awards :
  - Chainsaw Award du meilleur film à large diffusion
  - Chainsaw Award de la meilleure actrice dans un second rôle pour Lili Taylor
- Golden Trailer Awards :
  - Meilleure bande-annonce d'un film d'horreur pour la bande-annonce "Case"
  - Meilleur spot télévisé d’un film d'horreur pour la publicité télévisée intitulée "Event Review"
- Online Film and Television Association : meilleure séquence de titres

### Nominations

#### 2013
- Fright Meter Awards :
  - Meilleure actrice pour Vera Farmiga
  - Meilleur acteur pour Patrick Wilson
  - Meilleur acteur dans un second rôle pour Ron Livingston
  - Meilleur scénario pour Chad Hayes et Carey W. Hayes
  - Meilleure musique de film pour Joseph Bishara
  - Meilleur montage pour Kirk M. Morri
  - Meilleur maquillage
  - Meilleurs effets spéciaux
- Golden Schmoes Awards : La plus grande surprise de l'année
- Hollywood Film Awards : James Wan
- Key Art Awards :
  - Meilleure bande-annonce audio ou visuel pour du contenu créatif sur la "bande-annonce Vidoc"
  - Meilleure technique audio / visuelle pour sa rédaction dans la troisième bande-annonce "Famille Perron"
  - Meilleure technique audio / visuelle pour sa conception sonore dans la bande-annonce "Case"
  - Meilleure technique audio / visuelle pour sa conception sonore dans la troisième bande-annonce "Famille Perron"

#### 2014
- CinEuphoria Awards : meilleurs effets spéciaux (sons ou visuels) - Compétition internationale
- Critics' Choice Movie Awards : meilleur film de science-fiction ou film d'horreur
- Denver Film Critics Society : Meilleur film de science-fiction ou film d'horreur
- Golden Trailer Awards : meilleure voix de doublage dans un spot télévisé pour la publicité télévisée intitulée "Scary Review"
- MTV Movie & TV Awards : performance la plus effrayante pour Vera Farmiga
- North Carolina Film Critics Association : Tar Heel Award[N 3]
- People's Choice Awards : film d'horreur préféré

#### 2016
- Golden Trailer Awards : meilleure bande-annonce d'un film d'horreur

## Éditions en vidéo
- En France, le film Conjuring : Les Dossiers Warren est sorti en DVD + Copie digitale et Blu-ray le 21 décembre 2013[53],[54].

Le film est également sorti en VOD le 1er février 2016.
- Au Québec, le film est sorti en DVD le 22 octobre 2013[1].

## Spin-offet suites

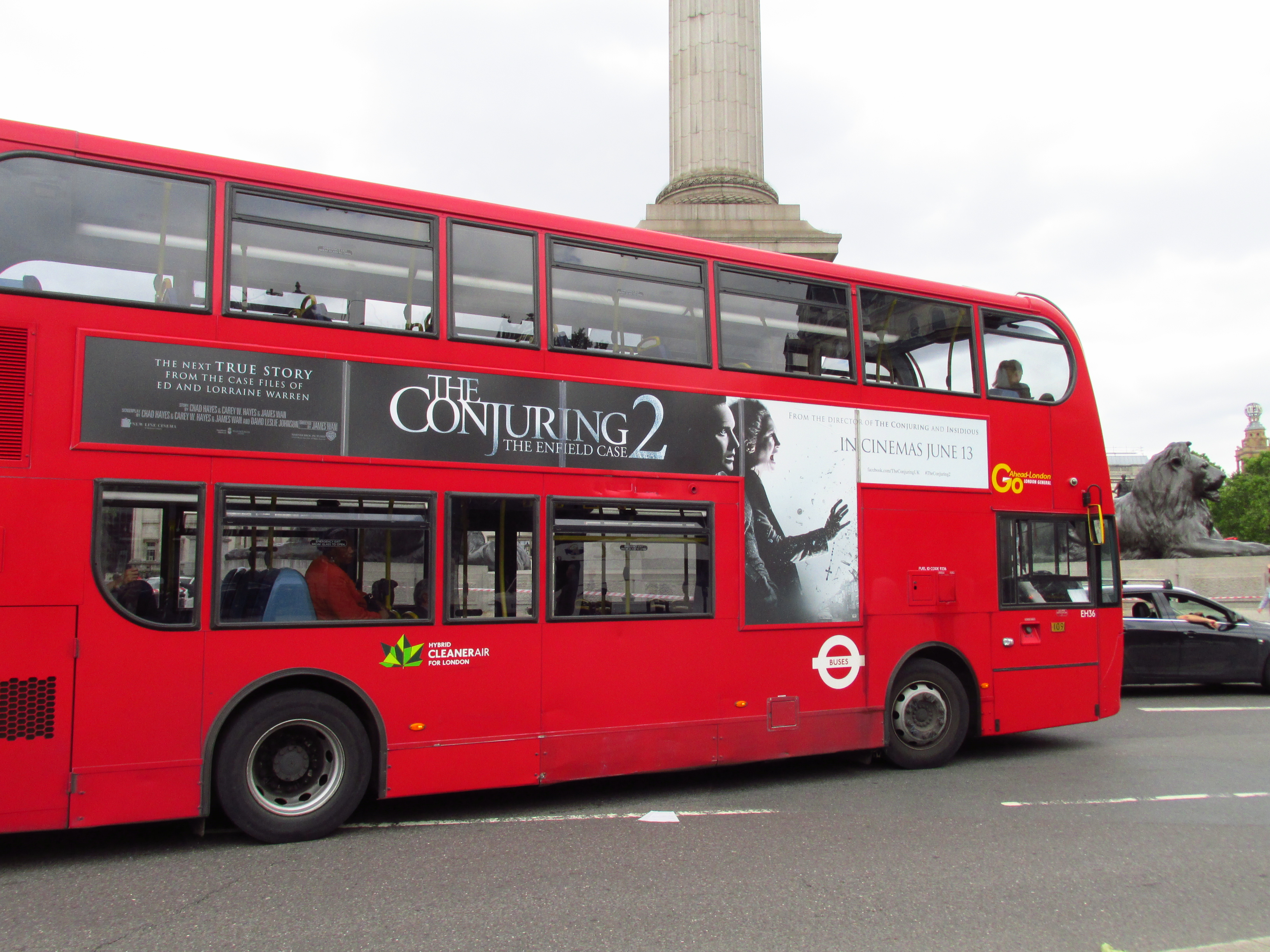
Publicité pour la suite du film sur un bus à Londres.

Ayant obtenu un succès inattendu au cours de l'été 2013, il était logique qu'une suite voit le jour. Intitulé Conjuring 2 : Le Cas Enfield, le film est également réalisé par James Wan et sort en 2016. Seulement, avant lui est sorti en 2014 un spin-off intitulé Annabelle, réalisé par John R. Leonetti. Une autre série dérivée voit ensuite le jour avec La Nonne (2018) et le film indépendant La Malédiction de la dame blanche (2019).